# Ronde van Frankrijk 2009/Achttiende etappe
De achttiende etappe van de Ronde van Frankrijk 2009 was een individuele tijdrit en werd verreden op donderdag 23 juli 2009, over een afstand van 40,5 kilometer, rond het Meer van Annecy. Vertrek en aankomst waren in Annecy.

## Verloop

### Bergsprint
| Beklimming Côte de Bluffy na 28,5 km | Beklimming Côte de Bluffy na 28,5 km | Beklimming Côte de Bluffy na 28,5 km | 3e cat. 3,7 km à 6 % | 3e cat. 3,7 km à 6 % |
| Plaats                               | Naam                                 | Naam                                 | Punten               |                      |
| Winnaar                              | Alberto Contador                     | Alberto Contador                     | 4                    |                      |
| 2                                    | Bradley Wiggins                      | Bradley Wiggins                      | 3                    |                      |
| 3                                    | Michail Ignatiev                     | Michail Ignatiev                     | 2                    |                      |
| 4                                    | Christophe Moreau                    | Christophe Moreau                    | 1                    |                      |

## Uitslag
| Rang | Renner            | Land                | Ploeg            | Tijd      |
| ---- | ----------------- | ------------------- | ---------------- | --------- |
| 1    | Alberto Contador  | Spanje              | Astana           | 48'31"    |
| 2    | Fabian Cancellara | Zwitserland         | Team Saxo Bank   | op 00'03" |
| 3    | Michail Ignatiev  | Rusland             | Team Katjoesja   | op 00'15" |
| 4    | Gustav Larsson    | Zweden              | Team Saxo Bank   | op 00'33" |
| 5    | David Millar      | Verenigd Koninkrijk | Team Garmin      | op 00'41" |
| 6    | Bradley Wiggins   | Verenigd Koninkrijk | Team Garmin      | op 00'43" |
| 7    | Luis León Sánchez | Spanje              | Caisse d'Epargne | op 00'44" |
| 8    | Christophe Moreau | Frankrijk           | Agritubel        | op 00'45" |
| 9    | Andreas Klöden    | Duitsland           | Astana           | op 00'54" |
| 10   | David Zabriskie   | Verenigde Staten    | Team Garmin      | op 01'02" |

## Algemeen klassement
| Rang | Renner                | Land                | Ploeg                 | Tijd      |
| ---- | --------------------- | ------------------- | --------------------- | --------- |
|      | Alberto Contador      | Spanje              | Astana                | 73u15'39" |
| 2    | Andy Schleck          | Luxemburg           | Team Saxo Bank        | op 04'11" |
| 3    | Lance Armstrong       | Verenigde Staten    | Astana                | op 05'25" |
| 4    | Bradley Wiggins       | Verenigd Koninkrijk | Team Garmin           | op 05'36" |
| 5    | Andreas Klöden        | Duitsland           | Astana                | op 05'38" |
| 6    | Fränk Schleck         | Luxemburg           | Team Saxo Bank        | op 05'59" |
| 7    | Vincenzo Nibali       | Italië              | Liquigas              | op 07'15" |
| 8    | Christian Vande Velde | Verenigde Staten    | Team Garmin           | op 10'08" |
| 9    | Mikel Astarloza       | Spanje              | Euskaltel-Euskadi     | op 12'38" |
| 10   | Christophe Le Mével   | Frankrijk           | La Française des Jeux | op 12'41" |

## Nevenklassementen

### Puntenklassement
| Rang | Renner             | Land                | Ploeg            | Punten |
| ---- | ------------------ | ------------------- | ---------------- | ------ |
|      | Thor Hushovd       | Noorwegen           | Cervélo          | 230    |
| 2    | Mark Cavendish     | Verenigd Koninkrijk | Team Columbia    | 200    |
| 3    | José Joaquín Rojas | Spanje              | Caisse d'Epargne | 126    |

### Bergklassement
| Rang | Renner            | Land      | Ploeg                 | Punten |
| ---- | ----------------- | --------- | --------------------- | ------ |
|      | Franco Pellizotti | Italië    | Liquigas              | 196    |
| 2    | Egoi Martínez     | Spanje    | Euskaltel-Euskadi     | 118    |
| 3    | Pierrick Fédrigo  | Frankrijk | Bbox Bouygues Télécom | 99     |

### Jongerenklassement
| Rang | Renner          | Land      | Ploeg          | Tijd      |
| ---- | --------------- | --------- | -------------- | --------- |
|      | Andy Schleck    | Luxemburg | Team Saxo Bank | 73u19'50" |
| 2    | Vincenzo Nibali | Italië    | Liquigas       | op 03'04" |
| 3    | Roman Kreuziger | Tsjechië  | Liquigas       | op 09'57" |

### Ploegenklassement
| Rang | Ploeg            | Land             | Tijd       |
| ---- | ---------------- | ---------------- | ---------- |
|      | Astana           | Kazachstan       | 218u23'27" |
| 2    | Team Garmin      | Verenigde Staten | op 16'14"  |
| 3    | AG2R-La Mondiale | Frankrijk        | op 23'45"  |

1e etappe ·
2e etappe ·
3e etappe ·
4e etappe ·
5e etappe ·
6e etappe ·
7e etappe ·
8e etappe ·
9e etappe ·
10e etappe ·
11e etappe ·
12e etappe ·
13e etappe ·
14e etappe ·
15e etappe ·
16e etappe ·
17e etappe ·
18e etappe ·
19e etappe ·
20e etappe ·
21e etappe
Startlijst · Eindstanden · Afbeeldingen